# 丸村
丸村（まるむら）は、千葉県安房郡（朝夷郡）にかつて存在した村である。
現在の南房総市の東部（旧丸山町）に位置している。南房総市の地名として「丸本郷」が現存するが、合併後の「丸山」の名が使われることが多い。

## 沿革
- 1889年（明治22年）4月1日 - 町村制の施行により川谷村、石堂村、石堂原村、珠獅ヶ谷村、前田村、丸本郷村、大井村、嶺岡柱木牧が合併して朝夷郡満禄村（まろむら）が発足。
- 1890年（明治23年）3月3日 - 満禄村が改称して丸村となる。
- 1897年（明治30年）4月1日 - 朝夷郡が安房郡に編入。
- 1955年（昭和30年）3月15日 - 豊田村、千倉町の一部（安馬谷、峰、白子の一部、久保の一部）と合併し、丸山町を新設。同日丸村廃止。
- 2006年（平成18年）3月20日 - 丸山町が、富浦町、富山町、白浜町、千倉町、和田町、三芳村と合併して南房総市を新設。

## 交通

### 道路
- 国道128号